# شهرستان امت (آیووا)
شهرستان امت، آیووا (به انگلیسی: Emmet County, Iowa) شهرستانی در ایالات متحده آمریکا است که در آیووا واقع شده‌است.